# Jimmy s'en va-t-en guerre
Pour plus de détails, voir Fiche technique et Distribution.
Jimmy s'en va-t-en guerre (You're in the Army Now) est un film américain en noir et blanc réalisé par Lewis Seiler, sorti en 1941.
Il s’agit d'un film de propagande pour soutenir l'effort de guerre.

## Synopsis
Deux nettoyeurs d'aspirateurs sont enrôlés dans l'armée. Homer, qui parle vite, tente de convaincre leur nouveau colonel que le régiment de cavalerie doit être mécanisé, et essaye de conclure un accord sur certains chars. Pendant ce temps, la fille du colonel entame une relation amoureuse avec l'un des capitaines de l'unité.

## Fiche technique
- Titre : You're in the Army Now
- Titre français : Jimmy s'en va-t-en guerre[1]
- Réalisation : Lewis Seiler
- Scénario : George Bentley et Paul Girard Smith
- Musique : Howard Jackson
- Costumes féminins : Milo Anderson
- Photographie : Arthur L. Todd
- Montage : Frank Magee
- Producteur : Benjamin Stoloff
- Société de production et de distribution : Warner Bros.
- Pays de production :  États-Unis
- Langue d'origine : anglais américain
- Format : noir et blanc — pellicule : 35 mm — image : 1,37:1 — son : mono
- Genre : comédie
- Durée : 79 minutes
- Date de sortie : 25 décembre 1941

## Distribution
- Jimmy Durante : Homer 'Jeeper' Smith
- Phil Silvers : Breezy Jones
- Jane Wyman : Bliss Dobson
- Regis Toomey : le capitaine Joe Radcliffe
- Donald MacBride : le colonel Dobson
- Joe Sawyer : Sergent Madden
- Marguerite Chapman : une membre des 'Navy Blues Sextette' du studio Warner Bros.[2]
- Lorraine Gettman : une membre des 'Navy Blues Sextette' du studio Warner Bros.[2]
- Etta McDaniel : Della
- William Haade : le sergent Thorpe
- Frank Sully : Hog Caller (non crédité)

## Record
Ce film a longtemps détenu le record du plus long baiser de cinéma, durant trois minutes et cinq secondes, entre Jane Wyman et Regis Toomey. Le record ne fut battu qu'en 2005, dans le film Kids in America (5 minutes 57 secondes).